# Mariam Al Maadeed

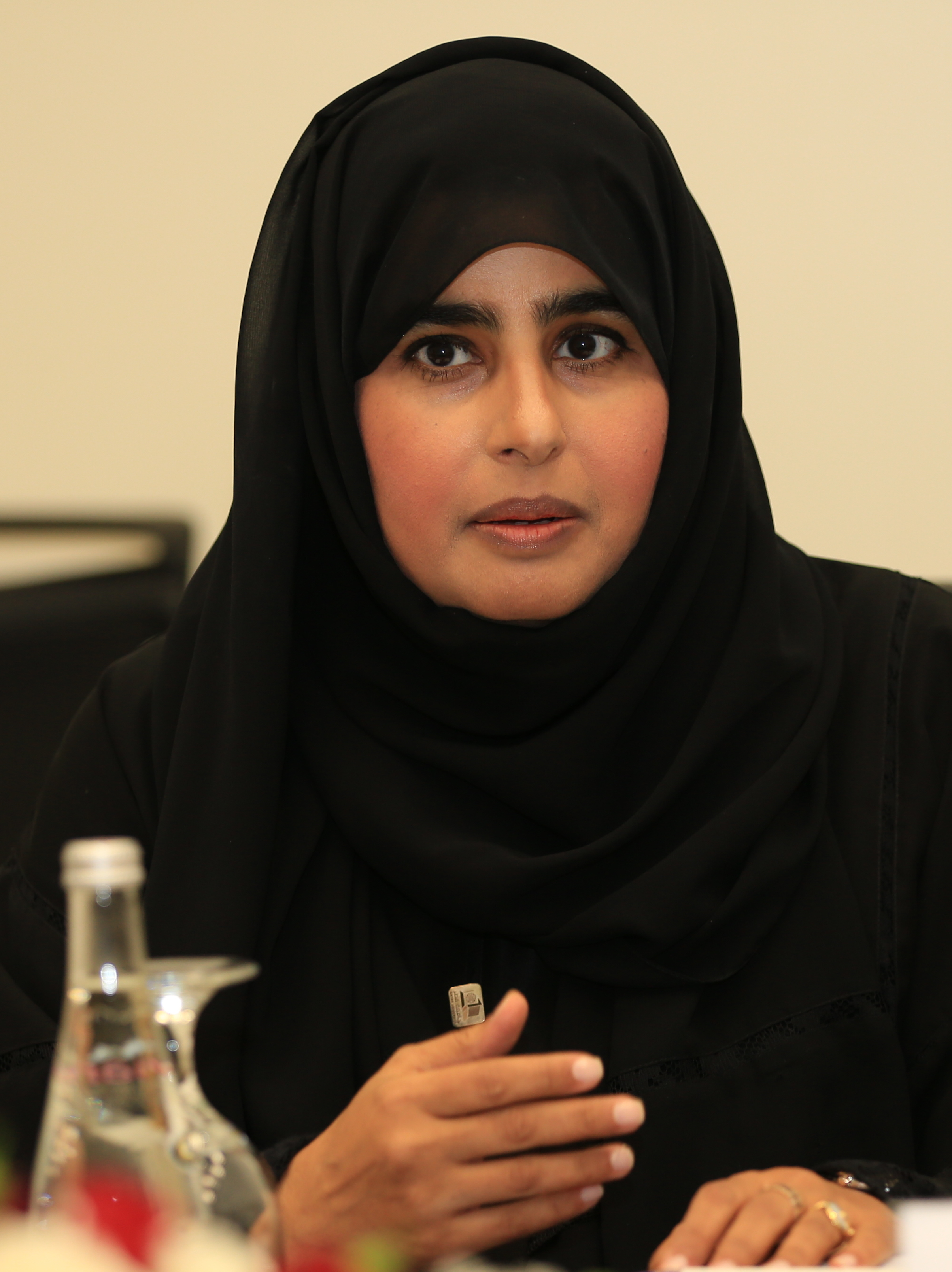
Mariam Al Maadeed (2016)

Mariam Al-Ali Al-Maadeed (arabisch مريم العلي المعاضيد, DMG Maryam al-ʿAlī al-Maʿāḍīd; * vor 1980) ist eine katarische Physikerin und Materialforscherin.

## Karriere
Mariam Al Maadeed studierte Physik an der Universität von Katar und promovierte 2001 in Materialwissenschaften an der Universität Alexandria. Im Anschluss wechselte sie an die physikalische Fakultät der Universität von Katar, wo sie heute Professorin für Materialforschung ist. Seit 2016 ist sie auch Vizepräsidentin der Universität mit Zuständigkeit für die Forschung und die Grundstudiengänge. Sie war Direktorin des Center for Advanced Materials  der Universität Katar (CAM) und Gründerin des Masterstudiengangs für theoretische und anwendungsorientierte Materialwissenschaften.
Al Madeed beschäftigt sich mit der Charakterisierung und Strukturanalyse von Polymeren, der Nanotechnologie und insbesondere mit Nanokompositen (multiphasische Festkörper mit Dimensionen unter 100 nm). In den Jahren 2014 und 2015 meldete sie Patente zur Herstellung von verstärkten Polymer-Verbundwerkstoffen aus recyceltem Kunststoff sowie die Herstellung von Graphen mittels Mikroorganismen an.
Sie publiziert umfangreich in der Fachliteratur. Ihr h-index beträgt 57.

## Sonstige Aufgaben
- Gründerin und stellvertretende Chefredakteurin von Emergent Materials[7]
- Lead Guest Editor: International Journal of Polymer Science Surface Modification of Polymer Nano-composite Materials: Techniques, Characterization, and Applications, 2016.[8]

## Auszeichnungen (Auswahl)
- 2016 Prize in Technology der Islamic Educational, Scientific and Cultural Organization (ISESCO).[2]
- 2015 Leadership Excellence Award for Women der Conference and exhibition of engineering for the Middle East[4]
- 2015 WISE-Award des World Innovation Summit for Education für ihr Ausbildungsprogramm AL-Bairaq[4]
- 2014 Plastic Excellence Award der Gulf Petrochemicals & Chemicals Association (GPCA)[4]
- 2014 State award on Science von Katar[9]
- 2010 Katarischer Staatspreis für Physik[3]

## Veröffentlichungen (Auswahl)
- Flexible and Stretchable Electronic Composites, Herausgeberin: Al-Ali AlMa'adeed, Mariam, 2015, ISBN 978-3-319-23662-9
- mit Kishor Kumar Sadasivuni et al.: Biopolymer Composites in Electronics, Jaehwan Kim, Print ISBN 978-0-12-809261-3
- Polyolefin Compounds and Materials, Fundamental and Industrial Applications, Herausgeber: Mariam AlMaadeed, Igor Krupa, Springer. ISBN 978-3-319-25980-2
- Polymer Science and Innovative Applications: Materials, Techniques, and Future Developments. Herausgeber: Mariam AlMaadeed et al., Elsevier, 2020 ISBN 978-0-12-816808-0